# Baranowo (województwo mazowieckie)
Baranowo – wieś sołecka w Polsce położona w województwie mazowieckim, w powiecie ostrołęckim, w gminie Baranowo.
Miejscowość jest siedzibą gminy Baranowo.

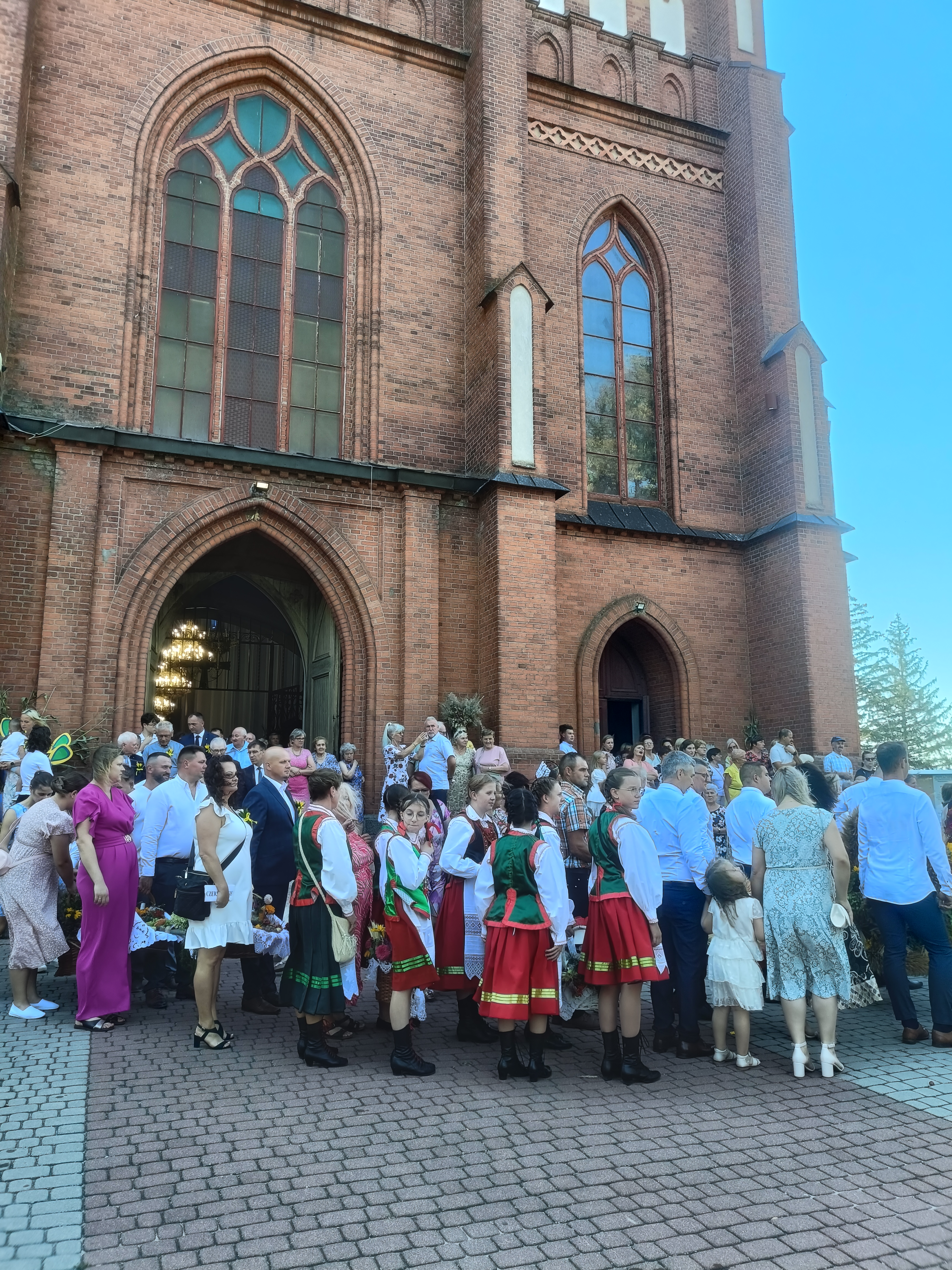
Dożynki w gminie Baranowo w 2024 r.

W miejscowości znajduje się kościół, który jest siedzibą parafii św. Bartłomieja Apostoła. W strukturze kościoła rzymskokatolickiego parafia należy do metropolii białostockiej, diecezji łomżyńskiej, dekanatu Kadzidło.
W Baranowie swoją siedzibę ma Klub Sportowy "Świt" Baranowo, który aktualnie gra w ciechanowsko-ostrołęckiej Klasie A. Swoje mecze rozgrywa na Stadionie Gminnym w Baranowie, mogącym pomieścić 500 osób (240 miejsc siedzących). Piłkarze klubu mają do dyspozycji: pełnowymiarowe boisko ze sztuczną nawierzchnią, dwa boiska treningowe ze sztuczną nawierzchnią oraz boisko asfaltowe, kort do tenisa, boisko do koszykówki, boisko do siatkówki plażowej, bieżnia na 400 metrów, hala sportowa, siłownia, stoły tenisowe.
| SIMC    | Nazwa    | Rodzaj     |
| ------- | -------- | ---------- |
| 0506260 | Zamoście | przysiółek |

W latach 1954–1972 wieś należała i była siedzibą władz gromady Baranowo. W latach 1975–1998 miejscowość administracyjnie należała do województwa ostrołęckiego.

## Zabytki
- Kościół neogotycki pw. Narodzenia NMP z lat 1910-1914[9].
- Drewniana kaplica cmentarna z XIX w.